# Stazione Leopolda (Firenze)
Stazione Leopolda egy bezárt vasútállomás Olaszországban, Firenzében. Az állomás 1848-ban nyílt meg és mindössze 12 év után, 1860-ban be is zárt.

## Vasútvonalak
Az állomást az alábbi vasútvonalak érintik:
- Pisa–Firenze-vasútvonal